# Трубач на кар'єрі
«Трубач на кар'єрі» (інша назва: «Кар'єр») — радянський художній фільм 1979 року, знятий режисером Павле Чарквіані на кіностудії «Грузія-фільм».

## Сюжет
Випускник гірського інституту Джуна Мухранелі отримує направлення на роботу у периферійному містечку Камареті. Однак, прибувши на місце, Джуна змушений працювати тут не за фахом, а майстром на буровій, де не вистачає робітників. Хлопцеві це не подобається, та й ставиться він до своїх обов'язків без особливої запопадливості. Набагато більший інтерес викликає у нього пропозиція режисера місцевого самодіяльного театру зіграти у новій постановці «Ромео та Джульєтти». У ролі шекспірівської героїні Джуна хотів бачити Ію, з якою познайомився, коли їхав у це місто — дівчина двічі на тиждень приїжджає з Тбілісі та викладає у музичній школі. Але знайомство з Ією нетривале — вона залишає свою роботу і більше тут не з'являється. А Джуна через якийсь час раптом розуміє, що і бригада, і саме містечко стають важливою частиною його життя.

## У ролях
- Ерекле Кухіанідзе — Джуна (дубляж: Станіслав Захаров)
- Тамар Датунашвілі — Ія (дубляж: Наталія Гурзо)
- Георгій Папошвілі — Гриша (дубляж: Костянтин Тиртов)
- Варлам Цуладзе — Серго (дубляж: Олексій Алексєєв)
- Плато Осораулі — Гогі (дубляж: Микола Граббе)
- Лері Зардіашвілі — Резо (дубляж: Едуард Бредун)
- Ліа Ломтадзе — Лія (дубляж: Ольга Гобзєва)
- Заза Мікашавідзе — Нугзар (дубляж: Олександр Сников)
- Михайло Антадзе — Ілля (дубляж: Ігор Ясулович)
- Шота Даушвілі — головний інженер (дубляж: Фелікс Яворський)
- Резо Есадзе — Вахтанг (дубляж: Володимир Ферапонтов)
- Іване Сакварелідзе — режисер
- Гія Кусрашвілі — Гія (дубляж: В. Карташов)
- Кахі Кобаладзе — Важа (дубляж: Рудольф Панков)
- Етері Моцикулашвілі — Тамара (дубляж: Марія Виноградова)
- Венера Непарідзе — мати Джуни (дубляж: Світлана Коновалова)
- Ана Барбакадзе — роль другого плану
- Георгій Толордава — роль другого плану
- Василь Кочламазашвілі — роль другого плану
- Марго Гварамадзе — роль другого плану
- Коте Джаджанідзе — роль другого плану
- Венера Майсурадзе — роль другого плану
- Таміла Ласхішвілі — роль другого плану
- Аміран Буадзе — роль другого плану
- Іамзе Ткавадзе — роль другого плану
- Медея Бакрадзе — роль другого плану
- Г. Аванова — епізод
- Т. Гігінеїшвілі — епізод
- В. Джохадзе — епізод
- Ш. Заврашвілі — епізод
- Є. Цискарішвілі — епізод

## Знімальна група
- Режисер — Павле Чарквіані
- Сценаристи — Павле Чарквіані, Бесо Одішарія
- Оператор — Гіві Рачвелішвілі
- Композитор — Гія Канчелі
- Художник — Крістесіа Лебанідзе